# Miyamoto Musashi
Miyamoto Musashi (宮本 武蔵?   ; provincia de Harima, marzo de 1584-Reigandō, 13 de junio de 1645) fue un guerrero famoso del Japón feudal. También es conocido como Takezō, Bennosuke, o por su nombre budista Dōraku. Su nombre completo es Shinmen Musashi no Kami Fujiwara no Harunobu («No Kami» es un título nobiliario, mientras que «Fujiwara» es el nombre de una importante familia noble de aquella época). Es autor del reconocido tratado sobre artes marciales titulado El libro de los cinco anillos (Go-rin no sho).

## Biografía
Los detalles de los primeros años de Miyamoto Musashi son difíciles de verificar. El mismo Musashi simplemente afirma en El libro de los cinco anillos que nació en la provincia de Harima. Niten Ki (una biografía temprana de Musashi) apoya la teoría de que Musashi nació en 1584: «[Él] nació en Banshū, en Tenshō 12 [1584], en el Año del Mono».
La historiadora Kamiko Tadashi, al comentar el texto de Musashi, observa: «Munisai era el padre de Musashi ... vivía en la aldea de Miyamoto, en el distrito de Yoshino [de la provincia de Mimasaka]. Probablemente Musashi nació aquí». Su nombre de infancia era Bennosuke (弁 之助).
Musashi da su nombre completo y título en ‘El libro de los cinco anillos' como Shinmen Musashi-no-Kami Fujiwara no Harunobu (新 免 武 藤原 玄 玄). Su padre, Shinmen Munisai (新 免 無二 斎) fue un destacado artista marcial y maestro de la espada y el jutte (también jitte). Munisai, a su vez, era el hijo de Hirata Shōgen (平田将監), un vasallo de Shinmen Iga no Kami, el señor del Castillo de Takayama e importante señor feudal de la época, en el distrito de Yoshino en la provincia de Mimasaka. El señor Shinmen confió en Hirata y así se le permitió usar el nombre de Shinmen. En cuanto a «Musashi», Musashi no Kami era un título judicial, lo que lo convirtió en el gobernador nominal de la provincia de Musashi. «Fujiwara» fue el linaje del cual Musashi reclamó el descenso.
Fecha de nacimiento de Munisai y Musashi: La tumba de Munisai dice que murió en 1580, lo que está en conflicto con la fecha de nacimiento comúnmente aceptada de 1584 para Musashi. Al confundir aún más su fecha de nacimiento, la genealogía de la familia Miyamoto existente relata que Musashi nació en 1582. Kenji Tokitsu ha sugerido que la fecha de nacimiento aceptada de 1584 para Musashi es incorrecta, ya que se basa principalmente en una lectura literal de la introducción de ‘El libro de los Cinco Anillos’ donde Musashi afirma que los años de su vida «suman 60» (lo que da como resultado el duodécimo año de la era de Tensho, o 1584, cuando se trabaja al revés desde la fecha de composición bien documentada), cuando debería tomarse en un sentido más literario e impreciso, que indica no una edad específica, sino simplemente que Musashi tenía unos sesenta años cuando lo escribió.
Cuando Musashi tenía siete años de edad, su padre, Munisai, murió o desapareció (no se sabe exactamente), aproximadamente un año después de que su madre Omasa muriera. Debido a esto, Benosuke (como era conocido Musashi de niño) fue puesto bajo la tutela de un sacerdote, tío materno suyo. Con esto, encontramos a Musashi como huérfano durante la época de las campañas de unificación del país del Toyotomi Hideyoshi.

Hijo de samurái, durante una de las épocas más violentas de la historia de Japón, los escritos le describen como un joven de carácter tumultuoso, con gran fuerza de voluntad, y físicamente muy desarrollado para su edad. Su tío insistió en que estudiase las artes del guerrero, y esto, unido a su desarrollo físico y su carácter violento, hizo que pronto se viese involucrado en combates. No se sabe si su inclinación hacia el Kenjutsu fue a instancias de su tío materno, o si su naturaleza agresiva lo acercó a la esgrima: «...Desde mi primera juventud mi corazón se inclinó hacia el Camino del Guerrero».

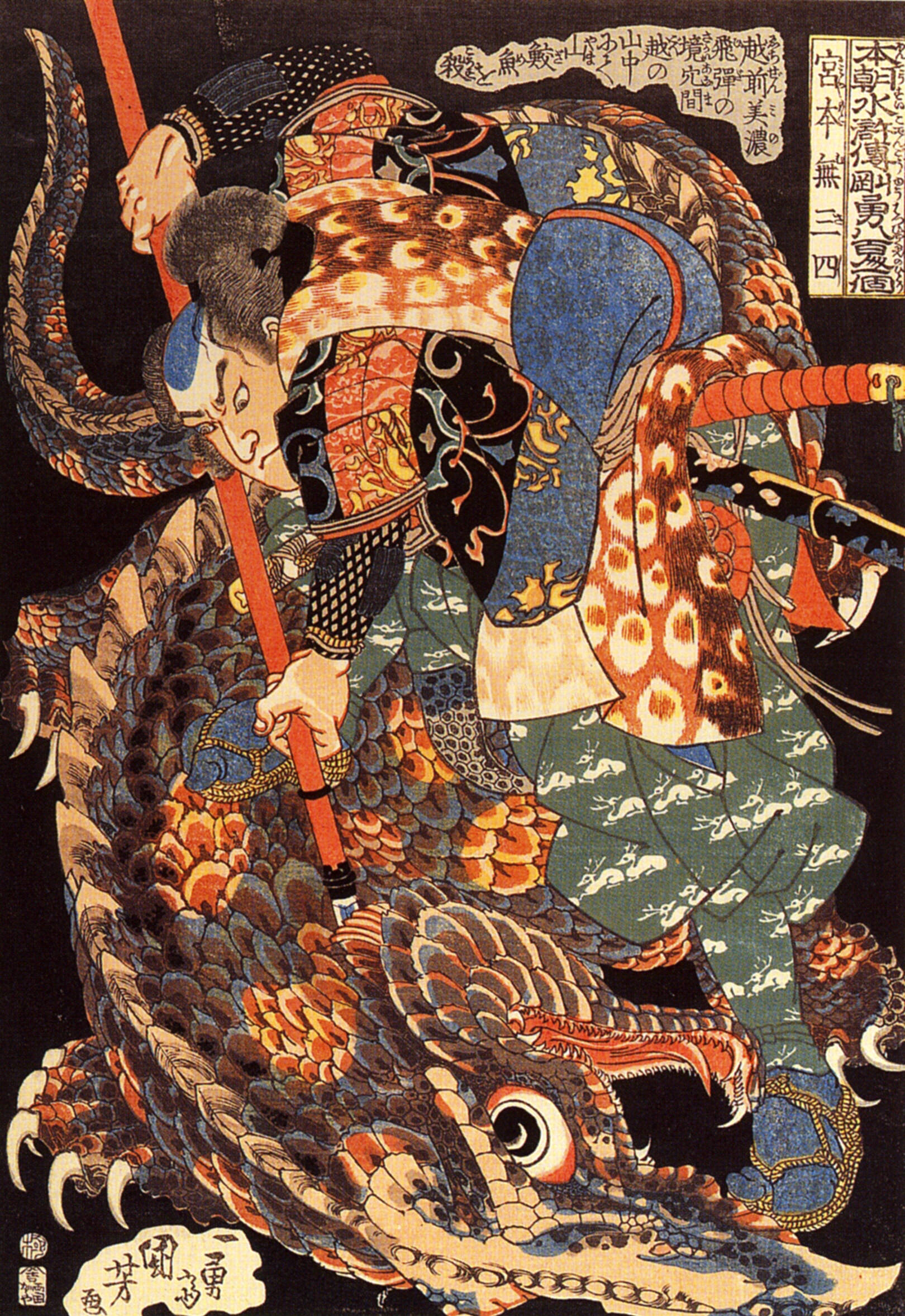
Miyamoto Musashi.

### Primer duelo
Me he entrenado en el campo de la estrategia desde mi juventud, y a los trece años peleé un duelo por primera vez. Mi oponente se llamaba Arima Kihei, un adepto a la espada del ryū sintoísta, y lo derroté. A la edad de dieciséis años derroté a un poderoso adepto llamado Akiyama, que venía de la provincia de Tajima. A la edad de veintiún años, subí a Kyōtō y luché duelos con varios adeptos de la espada de escuelas famosas, pero nunca perdí.
Miyamoto Musashi, Go rin no sho.

En la introducción de ‘El libro de los cinco anillos', Musashi afirmó que su primer duelo exitoso fue a la edad de 13 años, contra un samurái llamado Arima Kihei que luchó usando el estilo Kashima Shintō-ryū, fundado por Tsukahara Bokuden (nacido. 1489, muerto. 1571). La fuente principal del duelo es la Hyoho senshi denki («Anécdotas sobre el Maestro fallecido»). Resumido, su cita es la siguiente:

En 1596, Musashi tenía 13 años y Arima Kihei, quien viajaba para perfeccionar su arte, publicó un desafío público en Hirafuku-mura. Musashi escribió su nombre en el desafío. Un mensajero llegó al templo de Dorin, donde se hospedaba Musashi, para informar a Musashi que su duelo había sido aceptado por Kihei. Dorin, el tío de Musashi, se sorprendió por esto, y trató de impedir el duelo en nombre de Musashi, basado en la edad de su sobrino. Kihei estaba convencido de que la única forma de que su honor pudiera ser limpiado era si Musashi se disculpaba con él cuando se programaba el duelo. Así que cuando llegó el momento establecido para el duelo, Dorin comenzó a disculparse por Musashi, quien simplemente se lanzó contra Kihei con un equipo de seis pies, gritando un desafío a Kihei. Kihei atacó con un wakizashi, pero Musashi tiró a Kihei en el suelo, y mientras Kihei intentaba levantarse, Musashi golpeó a Arima entre los ojos y luego lo mató de golpe. Se decía que Arima era arrogante, demasiado ansioso por la batalla, y no un espadachín terriblemente talentoso.
William Scott Wilson, El solitario Samurái.

Se guarda registro de una lucha en la cual derrotó y mató a un guerrero adulto, teniendo tan solo trece años de edad. Su oponente era Arima Kigei, un experto samurái de la zona de la escuela de artes marciales Shinto Ryu de Kenjutsu. Su oponente era experto con la espada y la lanza, el cual se había paseado por el pueblo desafiando a todo el mundo y colocando un aviso que decía: «Quien me quiera desafiar, será aceptado».
Cuando Musashi lo leyó le escribió debajo: «Yo te desafiaré mañana», y escribió su nombre. Esa tarde llegó una nota de Kigei aceptando el desafío a un chico de 13 años e indicando el lugar del duelo. A la mañana siguiente Musashi partió hacia el sitio del duelo con una espada de madera en la mano. Cuando Arima Kigei desenvainó su espada, Miyamoto derribó al hombre, golpeándole más tarde en la cabeza cuando este se disponía a levantarse. Kigei murió vomitando sangre.
El siguiente combate serio acerca del que se tiene constancia ocurrió cuando Musashi tenía 16 años, y en él derrotó a Tadashima Akiyama, de la provincia de Tajima. En la misma época abandonó su casa para comenzar un peregrinaje en el cual perfeccionó sus habilidades a través de numerosos combates, tanto en luchas individuales como en batallas. Buscaba experiencia y conocimiento, encontrando todo tipo de duelos y concursos de los que resultó vencedor: «...recorrí provincia tras provincia luchando con guerreros de todo tipo y formación, más ninguno pudo vencerme en los más de sesenta duelos en que participé». Hubo muchos rōnin (samuráis sin amo) viajando por el país en expediciones similares, algunos solos como Musashi, y otros que disfrutaban del patrocinio de alguna escuela o sector feudal como el famoso samurái Tsukahara Bokuden, creador de la escuela Mutekatsu Ryu, que había viajado con un séquito de más de cien hombres en el siglo anterior. A este tipo de viajes de peregrinación en busca de experiencia y perfeccionamiento se lo denominaba Musha shugyō. Finalmente se asentó cuando tenía 50 años, ya que consideró haber aprendido todo lo que podía aprender a base de vagabundear.
Durante todo este periodo de su vida, Musashi se mantuvo relativamente aparte de la sociedad, dedicándose exclusivamente a la búsqueda de iluminación a través del Camino de la Espada. Dedicado solamente a perfeccionar sus habilidades, vivió de una forma bastante precaria, vagabundeando por el país y durmiendo al raso en lo más frío del invierno, sin preocuparse de su aspecto físico, ni tomar esposa, ni dedicarse a ninguna profesión, aparte de su propio estudio. Aunque hay algunas referencias de que tuvo una novia llamada Otsu. Se dice que nunca entró en una bañera por temor a ser sorprendido desarmado, y que su apariencia era tosca y salvaje.
En la batalla de Sekigahara, en la cual Ieyasu sucedió a Hideyoshi como máximo dirigente del Japón, Musashi estaba entre las filas del ejército Ashikaga y contra Ieyasu. Es decir, estuvo en el bando perdedor. Sobrevivió no solo a los tres días que duró la batalla, en los cuales murieron alrededor de 70.000 guerreros, sino también los siguientes de caza y de masacre de los supervivientes del ejército derrotado.
Se utilizó el Shurikenjutsu para tomar la iniciativa cuando un guerrero era atacado por varios adversarios a la vez. La distancia para lanzar los proyectiles utilizados en este arte de combate es relativamente corta, pero está relacionada con el armamento del adversario. En la escuela de Musashi, ante adversarios armados con armas cortas (por ejemplo sables), la distancia mínima para lanzar un Shuriken ha de ser superior a los 1,80 metros. En el caso de no mantener esta distancia de seguridad se exponían peligrosamente. En el caso de que el adversario estuviese armado con un arma larga (tipo Yari o Naginata), la distancia mínima aumenta hasta conseguir un espacio que oscila entre los 2,70 y los 3 metros. En esta ocasión la escuela de Musashi propone dejar los proyectiles pequeños para utilizar como arma arrojadiza el sable corto (wakizashi). Para alcanzar una buena efectividad en este tipo de lanzamiento, generalmente puede realizarse desde una distancia inferior a los 3 metros, aunque se puede aumentar la distancia hasta un máximo de 4 metros en ocasiones especiales.
La escuela de Miyamoto incorpora en genjutsu el wakizashi como proyectil. La forma de lanzar el sable corto, desde una distancia inferior a los 3 metros, consiste en sujetar la tsuka a un nivel ligeramente inferior de la zona de la tsuba. Si la distancia aumenta hasta los 4 metros se sujeta el arma por la tsuka de forma diferente. En este caso se sujeta el arma por la tsuka pero, a diferencia del anterior método, más cerca de la tsuba, colocando el índice sobre el guardamanos. Las dos posibilidades se realizan con el método de lanzamiento Jikida-ho, trayectoria sin volteo del arma o trayectoria recta. La acción del brazo en estos lanzamientos de sable corto describe un movimiento de 90.º, tanto de arriba abajo, como de abajo arriba, sea en vertical o en horizontal.
Finalmente esta escuela también considera la posibilidad, remota por otra parte, del lanzamiento del sable largo (katana). Este tipo de técnica se efectúa como si se lanzase una lanza corta o jabalina. Se sujeta el sable desde su parte dorsal (Mune), cerca de su centro de gravedad, que se localiza próxima a la empuñadura. El lanzamiento es también del tipo Jikida-ho. La distancia máxima de este lanzamiento es de 4 metros, como en el anterior caso. Se cuenta que Miyamoto Musashi alcanzó una gran habilidad, tanto para lanzar un sable real como un sable de madera (Bokken).
El hecho más representativo de la utilización del Wakizashi (sable corto) como proyectil se puede encontrar en el libro escrito por Toyoba Seigo en el año 1712, titulado ‘Nitenki’ (escritos sobre los dos cielos). Este autor, discípulo de la escuela de Musashi, escribió en este libro varios pasajes de la vida del fundador de su escuela.
En uno de estos pasajes relata el combate entre Musashi y el guerrero conocido con el nombre familiar de Shishido, posteriormente bautizado como Baiken Shishido por Eiji Yoshikawa en su novela titulada ‘Miyamoto Musashi’. Según el ‘Nitenki’ Musashi combatió con Shishido, este era experto en el arte con la Kusarigama. Esta original arma y la gran reputación de Shishido provocó que Musashi viajase hasta la prefectura de Iga para retar a este guerrero.
Los dos expertos se dirigieron a campo abierto. Al llegar al lugar adecuado, una vez colocados cara a cara, Shishido empezó a girar la cadena lastrada de su arma. Musashi, un genio de la estrategia, buscó la distancia óptima para no ser alcanzado por la cadena. Desenvainó su katana y lo sujetó con su mano izquierda, a continuación desenvainó el sable corto con la mano derecha. Esta posición se denomina en esta escuela Gyaku-nito (los dos sables a la inversa). Musashi efectúa con el wakizashi un movimiento circular por encima de su cabeza. Esta acción, poco habitual entre los guerreros japoneses, bloqueó parcialmente a su oponente. Shishido, que esperaba atrapar uno de los sables de Musashi con su cadena, perdió su concentración. Esto fue aprovechado por Musashi para avanzar y Baiken se vio obligado a retroceder. En este instante Musashi lanzó el wakizashi que se clavó en el torso de su oponente. Inmediatamente Musashi lo atacó letalmente con la katana, logrando la victoria en este peligroso combate.
En la escuela Nito Ryu se conoce la técnica que utilizó su fundador en este combate con la denominación Sanshinto (el sable de los tres espíritus). El primer espíritu se refiere al que provoca el movimiento circular del wakizashi, acción que provoca que el adversario desvíe su atención. El segundo espíritu prepara, al guerrero, para obstaculizar con el wakizashi el posible ataque del oponente. Finalmente, el último espíritu origina la capacidad de vencer al enemigo con la katana. Aparte de la escuela Nito Ryu, otras escuelas son conocidas por la transmisión de las técnicas de lanzamiento del Wakizashi, como por ejemplo Onko Chishin Ryu (fundada por un hijo adoptivo de Musashi), y Kageyama Ryu.
El Musha shugyō de Musashi lo llevó a tener más de 60 combates entre los 17 y 30 años, nunca siendo derrotado. Estas disputas casi siempre se coronaban con la muerte del rival. A los samuráis se les presentaban las artes militares para que se transformaran en buenos estrategas, valientes y aptos para tomar decisiones extremas rápidamente. En guerras y disputas, su actitud era serena, aún frente a la muerte. Aquel que encontraba la iluminación por medio del Kenjutsu desarrollaba una decisión precisa de la realidad, premiada con una conducta digna y honesta. Musashi fue un maestro en el Camino de la Espada. Buscó la perfección en el arte de la espada, hasta que su fama alcanzó las principales cortes de Japón.
Posiblemente el duelo más famoso de Musashi fue el de Ganryu, en el año 1612, cuando este contaba con 30 años. En la provincia de Ogura, provincia de Buzen, se batió con Sasaki Kojirō, un samurái con fama de invencible. Este había conseguido desarrollar una técnica de combate basada en el movimiento de ‘la cola de la golondrina en vuelo’, conocida con el nombre de Tsubame gaeshi. El nombre de su espada, o como él la llamaba era «El palo de secar». Era un nodachi de borde recto con una hoja de más de 90 cm de longitud.
En la mañana del duelo, Musashi se trasladó en barca hasta la isla en cuestión.
Durante el trayecto, talló con su wakizashi un remo de repuesto del barquero, y se hizo una espada grande de madera. Usó un cordel de papel para atar su kimono. De esta forma se presentó ante Kojiro. Musashi saltó de la barca y caminó sobre el agua hasta la arena. Llegaba bastante tarde y eso enfureció a su oponente más de lo normal. Cuando se aproximaron los contrincantes, Sasaki Kojirô desenvainó su katana y la tiró al suelo. Viendo esto su contrincante le dijo: «Has perdido el duelo Kojirô». Kojirô le preguntó por qué. Musashi dijo: «Has perdido contra mí en el momento en el que has desenvainado y has tirado la vaina al suelo. Has hecho eso porque sabes que no las vas a necesitar más». Después de semejante afirmación comenzó el combate. Durante la batalla, después de esquivar un golpe lanzado por Kojirô con su katana, Musashi se colocó de espaldas al sol y se lanzó hacia él, derrotándolo de un preciso golpe en la cabeza.  Después de vencer a Sasaki Kojirō, considerado uno de los más hábiles samuráis de la época, pasó por una gran mudanza espiritual.
A partir de entonces, jamás en su vida volvió a usar las espadas verdaderas en ningún duelo, solamente usaría las espadas de madera (o bokken). Era «invencible», y en adelante se consagraría a la búsqueda del perfecto entendimiento por la vía del Kendo. En 1614 y 1615 tuvo la oportunidad de adquirir más experiencia en el arte de la guerra y el asedio. Tokugawa Ieyasu sitió la fortaleza de Osaka donde se habían resguardado los insurrectos partidarios de la familia Ashikaga. Musashi se unió a las fuerzas de Tokugawa durante las campañas de invierno y verano, luchando ahora contra aquellos que habían luchado junto a él en su juventud en la batalla de Sekigahara.
Según sus propios escritos, llegó a entender el arte de la estrategia a la edad de cincuenta años, en 1634. Ese año él y su hijo adoptivo Iori, un huérfano que había encontrado en la provincia de Dewa en sus viajes, se asentaron en Ogura. Nunca volvió a dejar la isla de Kyushu. La casa de Hosokawa le había confiado la comandancia de un sitio neurálgico de la provincia de Higo, el Castillo de Kumamoto, y el nuevo señor de Buzen era Ogasawara. Iori encontró empleo bajo las órdenes Ogasawara Tadazane, como capitán de su ejército luchó contra los cristianos en el levantamiento de Shimabara de 1638, Musashi tenía cincuenta y cuatro años. Los señores de las provincias del sur siempre habían sido antagónicos a los Tokugawa y habían sido los instigadores de intrigas con los poderes extranjeros y los cristianos japoneses. Musashi era un miembro del estado mayor del ejército de Ogasawara en Shimabara donde los cristianos fueron masacrados. Después de esto Tokugawa cerró los puertos de Japón a la comunicación extranjera, y así permanecerían durante más de doscientos años.
Musashi escribió: «El verdadero Arte de la Espada no puede ser entendido desde los estrechos confines del mero manejo de la espada». «Cuando hayas comprendido el Camino de la estrategia no habrá una sola cosa que no puedas entender» y «verás el Camino en todas las cosas». Él, de hecho, se convirtió en Maestro de artes y destrezas. Produjo obras maestras de pinturas en tinta, probablemente más valoradas por los japoneses que las pinturas en tinta de cualquier otro. Sus trabajos incluyen cormoranes, garzas, el Dios sintoísta Hotei, dragones, pájaros con flores, el pájaro en un árbol muerto, Daruma (Bodhidharma), y otros. Era un calígrafo experto, evidenciado en su obra «Senki» (Espíritu de Guerra) que dice así:

La corriente de un río invernal refleja la luna, como un espejo, y es transparente.
Escuela combatiente de los dos cielos. Kan ryû tsuki o obi, sumerukoto kagami no gotoshi

Este es un conocido poema de Musashi. El agua invernal evoca la frialdad de la hoja y la lucidez de la mente. El río no se estanca, fluye sin cesar, como deben hacerlo la mente y la voluntad en el momento del combate. El agua es transparente, pero su superficie refleja de forma distinta el color azulado de la luna.
En 1641 el Señor Hosokawa Tadatoshi (hijo de Hosokawa Tadaoki) y señor de Kumamoto recibe de confianza un manuscrito escrito por Musashi, el cual contiene 35 artículos o lecciones tácticas de sable. Se cree que está incompleto, ya que su Daimio muere súbitamente. Es una obra de gran valor, su nombre es Heihō Sanjūrokajō. Después de esto, Musashi entristece y se entrega a la caligrafía y a la escritura.
Se sabe que hay una pequeña escultura de madera de la deidad budista Fudo Myoo en manos privadas. Una escultura de Kwannon, recientemente perdida. Hizo trabajos en metal, y fundó una escuela de fabricantes de tsuba (guardas de katana) en las que firmaba «Niten», después de su nombre (en alusión a su escuela Niten Ichi Ryu). Se dice que escribió poemas y canciones, pero ninguno de éstos ha llegado hasta nuestros días. También se dice que fue comisionado por el Shogun Tokugawa Iemitsu para pintar la salida del sol sobre el Castillo de Edo. Constantemente buscó contactar con intelectuales del sacerdocio, artistas, monjes, artesanos y célebres pintores de la época, con el único fin de ensanchar sus conocimientos. Él dijo en cierta ocasión: «Estudia los Caminos de todas las profesiones». Como artista destaca mucho en el estilo pictórico de la tinta monocroma, y produce su obra al principio del periodo Edo.
Musashi es más conocido por su nombre artístico Niten. Nos dejó una colección de 10 obras, realizadas en el más puro estilo de tinta monocroma, que pueden colocarse entre las que mejor expresan la espiritualidad de esta escuela pictórica. La obra de Musashi (-Niten-) es un ejemplo de un arte simplificado y tal y como ya él había desarrollado en la escuela del sable, existiendo este mismo paralelismo de innegable fuerza interior. Sigue en sus obras el estilo e trazos vigorosos (cortes de espada) y abreviados en que había sido maestro Llang Kai en la dinastía Song de China. Esta técnica llamada en japonés gempitsu es el resultado de un adiestramiento asombroso en los trazos del pincel, que llega a manejarse con una fuerza y rapidez increíbles. Cada trazo es la expresión de un sentimiento interior, que queda estampado en el papel para siempre.
En una de las obras más conocidas de Miyamoto (Niten), «pájaro posando en una rama muerta», la rama está hecha de un solo trazo decidido del pincel, con una gradación de intensidad dada con la misma habilidad que podría haberlo hecho Llang Kai. Este es el resultado de muchos años de ejercicio continuo, hasta conseguir un dominio absoluto del pincel y todas sus posibilidades. A ‘Niten’ le gustaba pintar pájaros solitarios y altivos (ronines), en los que quizás viera su propio reflejo como hombre de armas.

El mundo de los objetos no significa nada, pero cada uno de los objetos usuales contiene lo absoluto. Lo pequeño es tan insignificante y respetable como lo grande. Nosotros no nos apoderamos de los objetos, sino que ellos se apoderan de nosotros. Tampoco una obra de arte Zen significa nada; existe. La forma es vacío, el vacío no es más que forma. El círculo es vacío y plenitud. Las cosas y el vacío que hay entre ellas valen lo mismo.

Musashi es conocido por los japoneses como Kensei, es decir, «esgrimista divino» o «Santo de la espada».
En 1643 escribió «El libro de los cinco anillos» (Go Rin No Sho), en referencia a la Tierra, Agua, Fuego, Viento y Vacío (los cinco elementos del Universo del Budismo). Es el único entre los libros de artes marciales que trata no solo de la estrategia militar o el combate individual con espada, sino de cualquier situación en la cual es necesario usar la táctica. Los hombres de negocios japoneses usan el «Libro de los cinco anillos» como un manual de gestión empresarial, desarrollando campañas de ventas tal y como si fuesen operaciones militares. Y que funcione bien o no, depende simplemente de lo bien que se hayan comprendido los Principios de la Estrategia. Nos cuenta:
«Al llegar a los treinta reflexioné sobre mi pasado. Entendí que todas mis victorias no se debían exclusivamente a mi maestría en el combate; que quizá sólo se debían a mi habilidad natural, o a que los deseos del cielo me eran favorables, o a que las estrategias de las demás escuelas eran inferiores a la mía. Tras esta conclusión estudié mañana y noche para buscar los Principios, y solo a los cincuenta años llegué a comprender el Camino del Guerrero. Desde entonces he vivido sin seguir a ninguna escuela en particular y con la virtud del guerrero practiqué muchas artes y habilidades distintas: todo lo que ningún maestro me podía enseñar».
El libro no es una tesis de estrategia, según sus palabras «es una guía para hombres que quieren aprender la estrategia», escribió sobre los diversos aspectos del Kendo, de tal forma que cada uno puede estudiar según su nivel. Un principiante puede sacar provecho a nivel de principiante, así como un experto puede captar sutilezas a nivel experto. Cuanto más se lee, más se encuentra en sus páginas. Es en definitiva su último legado, la llave del camino que él transitó. Cuando a los treinta años se había convertido en un experto luchador, no se estableció ni fundó una escuela, repleto de éxito, sino que se abocó doblemente al estudio.
En 1642 Musashi sufrió ataques de neuralgia, lo cual fueron indicios de su futura vida de enfermedad. En 1643 se retiró a una caverna llamada Reigandō (que significa ‘cueva de la roca espíritu’) en el monte Iwato, para dedicarse a la contemplación. Como ermitaño para escribir ‘El libro de los cinco anillos’. Lo terminó en el segundo mes de 1645. En el quinto mes, presintiendo su muerte, Musashi dejó sus posesiones luego de dar su copia manuscrita del ‘Go Rin No Sho’ a su discípulo más cercano Terao Magonojo. Murió en la cueva Reigando alrededor del 19 del quinto mes, posiblemente el 13 de junio de 1645. El Hyoho senshi denki describe su muerte así:

En el momento de su muerte, se levantó. Tenía su cinturón ajustado y su wakizashi. Se arrodilló, sosteniendo la espada con su mano izquierda y una vara en su mano derecha. Murió en esta postura, a la edad de sesenta y dos. Los vasallos principales de Lord Hosokawa y los demás oficiales se reunieron, y laboriosamente llevaron a cabo la ceremonia. Luego pusieron una tumba en el monte Iwato por orden del lord.
Hyoho senshi denki

Es notable el hecho de que Musashi murió supuestamente de cáncer torácico, y no en combate. Su muerte fue pacífica, y se dio después de terminar el Dokkōdō (‘La manera de caminar solo’, o ‘La manera de la autoconfianza’), veintiún preceptos sobre autodisciplina para guiar a las generaciones futuras.
Su cuerpo fue enterrado con su armadura como era su deseo, en el pueblo de Yuge, cerca del camino principal al monte Iwato, mirando a la dirección en que los Hosokawas viajaban a Edo; los restos descansan en una tumba a 6 km del Castillo de Kumamoto. su cabello fue enterrado en el Monte Iwato.
Nueve años después, según una de las principales fuentes de su vida, un monumento con un elogio principal para Musashi se erigió en Kokura por orden de Miyamoto Iori; este monumento se llamó Kokura hibun. Un relato sobre la vida de Musashi, el Niten-ki, se publicó en Kumamoto en 1776, por Toyota Kagehide, basado en las recolecciones de su abuelo Toyota Masataka, quien fue estudiante de segunda generación de Musashi.
Con la experiencia ganada durante todos sus duelos, aprendió a adaptarse a cada situación, usando todos los recursos posibles a su disposición y el manejo del arma de que dispone de la mejor manera posible. Los discípulos de Miyamoto escribieron muchas de estas proezas en el Niten Ki o Crónica de los dos cielos.

Las historias no son más que sucesos contados y escritos a conveniencia de los autores, llenas de mentiras y verdades. Así se describe la historia que nos enseñan.

Una frase que precisamente con él se ha cumplido. Se dicen cosas reales mezcladas con leyendas. Hoy en día es difícil distinguir qué cosas son verdad de todo lo que se cuenta de este mítico guerrero solitario.
Musashi, aunque bien conocido por su técnica de las dos espadas, era un maestro de una serie de otras artes aparte de su habilidad con la espada. Su padre, Munisai, era un experto del jutte (hierro porra) y el tachi (espada antecesora de la katana) y se entiende que le habría enseñado a Musashi a una edad muy temprana el manejo de estas armas. Él era un estudiante excelente y alcanzó un alto nivel de habilidad por su temprana adolescencia — el momento de su primer duelo. De Miyamoto Musashi se cree en gran parte que sus habilidades venían de la experiencia en batalla y de combates individuales.
Sin embargo, no todas las lecciones de Musashi se aprendieron de sus compañeros o en combate. Shioda Hamanosuke, uno de los estudiantes de Musashi, era un experto en el Bō (bastón) y le mostró todas las técnicas que conocía. Musashi hizo una serie de modificaciones y los incluyó en sus enseñanzas. Se cree que su interés por armas de asta ha comenzado después de su breve duelo con Muso Gonnosuke, el fundador de Shinto Muso Ryu Jojutsu (bastón corto). También se cree que aprendió Shurikenjutsu (hojas arrojadizas) de otro de sus estudiantes con nombre Takemura.
[cita requerida]

## Mitos
- Como todos los samurái o ronin de la época usaba wakizashi y katana. Tras desarrollar sus habilidades por muchos años y ya retirado de los duelos pasó a usar un bokken, demostrando a quienes le retaban en su retiro, sus grandes capacidades. El mito es que lo usó durante gran parte de su vida.
- Leyendas dicen que Musashi nunca se bañaba, por miedo a ser atrapado sin sus espadas, la realidad es que tenía marcas de viruela en el cuerpo y le avergonzaba bañarse en los baños que por aquel entonces eran comunitarios y públicos. Aunque si bien es cierto que depende de los diferentes momentos de su vida pues más tarde Musashi sería invitado a dojos de maestros famosos y casas de nobles, donde simplemente no aceptarían a alguien en pobres condiciones de higiene. Aunque sí se sabe que la mayor parte de su vida fue una persona algo descuidada con su aspecto físico.
- Se ha dicho que Musashi creó el estilo de las dos espadas tras ver un duelo europeo en el área de Nagasaki. En esa época, los duelos europeos empleaban una espada larga y una corta, como Musashi hacía. La realidad es que lo desarrolló tras encontrarse en una situación comprometida contra varios enemigos que intentaron asesinarle, el ataque podía venir de todos los flancos.
- Según cuentan las historias, un buen día entró un vagabundo con dos espadas de gran calidad en una taberna pidiendo comida. El sujeto apestaba y alrededor suyo revoloteaban tres moscas atraídas por el mal olor que despedía. Al verlo sentado en una mesa, comiendo, dos vecinos del pueblo empezaron a hablar sobre aquel personaje, preguntándose a quién habría robado aquellos aceros, y tachándolo de ladrón y de pordiosero, cuando, en un momento dado y sin mediar palabra, el vagabundo alzó sus palillos en tres suaves y ágiles movimientos haciendo caer a las tres moscas sobre la mesa después de haberlas atrapado con los mismos. Ambos pueblerinos huyeron de la taberna despavoridos, pues, sin duda, ese era Miyamoto Musashi.
- Según una leyenda muy difundida, a comienzos del siglo XVII el guerrero samurái Musō Gonnosuke Katsuyoshi habría creado el bastón medio o jō tras haber sido derrotado en un combate singular por el célebre Miyamoto Musashi; en el que Katsuyoshi luchara con un bō contra los dos bokken de Musashi, Musashi le perdonó la vida.

## Principios
La enseñanza de Musashi se puede reducir a nueve principios:[cita requerida] Estudiar, el bokken en mano, cerca de un maestro. La peculiaridad de la enseñanza koryu es que se espera del papel que encarna y demuestra su dominio con cada generación.
1. Evita todos los pensamientos perversos.
2. Forjaos en el Camino practicándolo uno mismo.
3. Abrazar todas las artes y no limitarse a una sola.
4. Conocer el Camino de cada profesión, y no limitarse al que uno ejerce.
5. Saber distinguir las ventajas y desventajas de cada cosa.
6. En todas las cosas, acostumbrarse al juicio intuitivo.
7. Saber instintivamente lo que uno no ve.
8. Presta atención a cada detalle.
9. No hagas nada inútil.

## Técnicas
Miyamoto Musashi creó una serie de seiho, comúnmente llamada kata[cita requerida]:
1. Tachi seiho: 12 seiho en dachi, sable largo. Sin embargo, el estudio se realiza con el bokken.
2. Nito seiho: 5 seiho con dachi y kodachi, sables largos y cortos, que corresponden a los 5 seiho del Libro del Agua. El estudio se realiza con el bokken.
3. Kodachi seiho: 7 técnicas para kodachi.
4. Bōjutsu: 20 seiho en el bō, palo largo.

## Autor
Es autor de varios textos sobre la espada y su estrategia.
- Hyodokyo, el espejo del camino de la estrategia.
- Hyoho Sanjugo Kajo, treinta y cinco instrucciones sobre estrategia.
- Hyoho Shijuni Kajo, cuarenta y dos instrucciones sobre estrategia.
- Dokkōdō, El camino a seguir solo.
- Go Rin No Sho, el tratado de cinco anillos.[1]

### El libro de los cinco anillos
Es autor de un libro de estrategia, el Go Rin No Sho, escrito a la edad de 60 años, traducido como Libro de los Cinco Anillos o Tratado de las Cinco Ruedas (francés). El título se lee en japonés Sho Gorin pero el hábito fue tomado por los traductores, de acuerdo con una corriente de leer bastante común en Japón, dice Gorin no Sho. Hacia el final de su vida, meditó e hizo una introspección en su pasado y su experiencia; dedujo que los principios que había implementado en su arte marcial (duelos) también podían implementarse no solo en la estrategia militar (confrontación masiva) sino también en todas las áreas. Los "cinco anillos" o "cinco círculos" se refieren a los cinco pisos de monumentos funerarios budistas (gorintō) que representan los cinco elementos de la tradición japonesa. El libro por lo tanto tiene cinco capítulos:
1. Tierra: Musashi explica aquí los lineamientos de sus tácticas y para que sus explicaciones sean más accesibles, las compara con el trabajo del carpintero.
2. Agua: Musashi expone un método diseñado para forjarse física o espiritualmente. Explica cómo mantener la vigilancia de la mente, el mantenimiento del cuerpo, los ojos, cómo sostener una espada y usarla, la posición de los pies, etc. Todo lo que escribe se basa en su propia experiencia, adquirida a lo largo de su vida a través de peleas y ejercicios incansables durante muchos años. Lo que escribe no es el fruto de su imaginación; todos pueden beneficiarse de él por sí mismos, sin importar qué tipo de vida lleven.
3. Fuego: Musashi explica las tácticas que deben aplicarse en el duelo simple y en las grandes batallas, piensa que las mismas reglas las gobiernan.
4. Viento: Al criticar las características de otras escuelas, Musashi resalta el espíritu filosófico de su escuela Niten.
5. Vacío: una declaración del ideal bushi; la noción de vacío como una meta es un tema recurrente en budō y la culminación de la táctica de Musashi se puede resumir en una palabra: Vacío. El Vacío es comparable al firmamento purificado de todas las nubes de desorientación. El ideograma japonés se lee kū en el idioma chino y sora en japonés. Sora se refiere al cielo en su lugar, y kū se refiere a la noción china de budismo de "vacío". Traducir por "vacío" es consistente con el aspecto budista del camino descrito por Musashi.

## En el arte

### En el teatro
El maestro Kano Tanshû, actor de teatro Nô de la escuela Kita, creó una obra dedicada a Musashi, Gorin-sho-den, en Aix-en-Provence en 2002. Se representó en septiembre de 2008 el Gorin-no-sho, de Miyamoto Musashi, al aire libre en la orilla del río, en Kokura (Fukuoka), en el lugar donde vivía este samurái.

### En la literatura
- Usagi Yojimbo, cómic estadounidense de Stan Sakai, donde se retrata la historia de un conejo samurái antropomorfo que, tras la muerte de su daimio, decide emprender un viaje de autoaprendizaje como rōnin. El personaje de Usagi está claramente basado en el famoso ronin Miyamoto Musashi.
- El libro de los cinco anillos, por Miyamoto Musashi.
- Dokkōdō (‘La Vía de la Autodisciplina’), por Miyamoto Musashi.
- Musashi (novela), por Eiji Yoshikawa.
- Vagabond (manga), (basado en la novela Musashi de Eiji Yoshikawa).
- Yaiba (manga/anime). En este manga, Musashi ha permanecido vivo más de 400 años esperando la llegada del samurái capaz de manejar la espada del Dios del Trueno, que resultó ser Yaiba. Musashi entrena a Yaiba y es su maestro durante sus aventuras.
- Samurai Champloo, en el capítulo 21 «Falsa melodía» (manga/anime).
- El Nigromante Los Secretos del inmortal Nicolas Flamel, Por Michael Scott. En esta novela aparece como el inmortal Niten también conocido como «El Espadachín».
- Ranma ½. Constantemente es referenciado en este manga.
- Baki-Dou (Manga), por Keisuke Itagaki (Mangaka). Hace su aparición casi a principios del manga. Mitsunari Tokugawa crea un clon de los restos fosilizados de Musashi para así presenciar al hombre y samurái más poderoso del Japón Feudal. Su presencia perdura durante todo el manga, dada su gran participación a través de las peleas, en las cuales demuestra sus capacidades fuera de lo común, rivalizando con Yujiro Hanma. Este también es referenciado en el anterior manga de Keisuke Itagaki, Baki: Hijo del ogro, por la creación del tratado sobre artes marciales «El libro de los cinco anillos» y por la mención de Yujiro hacia Baki, en la cual este menciona que la percepción de Baki había alcanzado el nivel de Miyamoto Musashi.
- En el anime Shuumatsu no Valkyrie (2017) aparece durante el tercer enfrentamiento como espectador y en algunas memorias de Sasaki Kojirō.
- Musashi aparece como un personaje en el juego para celulares fate/grand orden
- Bamboo Blade, en el capítulo 74 «IRRITATION AND UNCERTAINTY» (manga/anime).
- Vida y leyenda de Miyamoto Musashi, obra de Walter Dening, noveliza la vida de Miyamoto Musashi y sus distintos hitos, basándose en algunos hechos reales, pero tomandose grandes licencias narrativas que dan una versión idealizada de Miyamoto que se aleja de la realidad.
- En Musashi: Mi enemigo, obra de novela histórica de Masaki Kinoshita, en ella Musashi aparece desde el punto de vista de sus rivales en algunos de sus duelos más célebres como el que entabló con Ganryu.
- En el manga Tenkaichi, aparece como participante del torneo, es el primero, junto a Honda Tadakatsu en pelear, se enfrenta al anteriormente mencionado

### En el cine
- 1924 - Miyamoto Musashi: His duel with Tsukahara Bokuden (Yaroku Kobayashi).
- 1929 - Miyamoto Musashi (Kintarô Inoue).
- 1943 - Miyamoto Musashi: Duel at Kongoin temple - Nitôryû Kaigen - Kongôin no kettô (Daisuke Itô).
- 1944 - Miyamoto Musashi, the swordsman (Kenji Mizoguchi).
- 1954 - Samurái I: Miyamoto Musashi (Hiroshi Inagaki).
- 1955 - Samurái II: Duelo en el templo Ichijoji - Zoku Miyamoto Musashi: Ichijôji no kettô (Hiroshi Inagaki).
- 1956 - Samurái III: Duelo en la isla Ganryu - Miyamoto Musashi kanketsuhen: kettô Ganryûjima (Hiroshi Inagaki).
- 1961 - Miyamoto Musashi 1: Zen and sword (Tomu Ushida).
- 1962 - Miyamoto Musashi 2: Showdown at Hannyazaka Heights - Hannyazaka no ketto (Tomu Uchida).
- 1963 - Miyamoto Musashi 3: The duel against Yagyu, Birth of the Nito-Ryu Style - Nitoryu kaigen (Tomu Uchida).
- 1964 - Miyamoto Musashi 4: The duel at Ichijoji - Ichijoji no ketto (Tomu Uchida).
- 1965 - Miyamoto Musashi 5: Musashi Vs Kojiro - Ganryû-jima no kettô (Tomu Uchida).
- 1971 - Miyamoto Musashi 6: Shinken Shôbu (Tomu Uchida).
- 1973 - Miyamoto Musashi (Tai Katô).
- 1992 - Ganryu-jima no ketto: Kojiro and(to) Musashi (Yuko Natori).
- 2003 - Ganryujima (Seiji Chiba).
- 2009 - Musashi: The Dream of the Last Samurai - Soken Ni Haseru Yume: The Dream Of Riding With Double Swords (Mizuho Mishikubo) - [animación].
- 2014 - Miyamoto Musashi (Ryôsuke Kanesaki) - [serie de televisión].
- 2019 - Musashi (Yasuo Mikami).
- 2020 - Crazy samurai Musashi (Yûji Shimomura).

### En los videojuegos
- Ronin Blade - Aparece como forjador de espadas.
- Brave Fencer Musashi - Su protagonista, Musashi, es una versión alternativa y más joven.
- Musashi: Samurai Legend - Continuación del anterior. Diferente protagonista, pero mismo nombre.
- Warriors Orochi - Aparece como personaje jugable.
- Kengo Zero - Maestro de lucha.
- Sengoku Basara - Aparece como personaje jugable.
- Shogun's Blade - Aparece como personaje jugable.
- Soulcalibur - El personaje Heishirō Mitsurugi está inspirado en Miyamoto Musashi.
- Samurai Warriors 2 - Aparece como personaje jugable.
- League of Legends- El personaje Yasuo está basado en Miyamoto Musashi.
- Ryu ga Gotoku Kenzan! (Yakuza Kenzan) - El protagonista se llama Kazumanosuke Kiryu, y está inspirado en la figura de Musashi.
- Samurai Shodown - El protagonista Haohmaru está fuertemente inspirado en Musashi, teniendo una historia similar incluso.
- Metal Gear Rising: Revengeance - El personaje Jetstream Sam está inspirado en Miyamoto Musashi.
- Fate/Grand Order - Aparece como uno de los protagonistas, con cambio de género debido a que está ambientado en un universo paralelo.
- Final Fantasy VII - El juego está basado en el duelo entre Musashi y Sasaki Kojirō. Representando el protagonista Cloud Strife a Musashi y el villano Sefiroth a Kojiro. La trama gira en torno a la rivalidad de ambos, y culmina con el duelo a espada. Sus diseños (incluyendo armas) son una versión cyber-punk de la de esos dos samuráis históricos.
- Legacy of the Beast - Aparece como personaje disponible en el videojuego basado en la discografía de la banda inglesa Iron Maiden. A la vez, la misma le dedicó un tema en el álbum Piece of Mind llamado Sun and Steel.